# Le Salaire de la haine (film, 1968)
Pour le film américain de 1959, voir Le Salaire de la haine.
Pour plus de détails, voir Fiche technique et Distribution.
Le Salaire de la haine (Odia il prossimo tuo) est un western spaghetti italien réalisé par Ferdinando Baldi et sorti en 1968.

## Synopsis
La famille Dakota est poursuivie jusqu'au milieu d'un village par Gary Stevens et ses hommes de main. Devant un shérif indifférent à leur détresse, Bill Dakota et sa femme sont assassinés. Après avoir confié leur fils, son frère Ken part au Mexique pour se venger. Il découvre que la mine d'or de Bill est convoitée par un riche propriétaire terrien, Christopher Malone.

## Fiche technique
Sauf indication contraire, les informations mentionnées dans cette section peuvent être confirmées par la base de données cinématographiques IMDb,  présente dans la section « Liens externes ».
- Titre français : Le Salaire de la haine[1]
- Titre original italien : Odia il prossimo tuo[2]
- Réalisateur : Ferdinando Baldi
- Scénario : Ferdinando Baldi, Roberto Natale (de), Luigi Angelo
- Photographie : Enzo Serafin
- Montage : Antonietta Zita (it)
- Musique : Robby Poitevin
- Producteur : Enrico Cogliati Dezza
- Sociétés de production : Cinecidi
- Pays de production :  Italie
- Langue de tournage : italien
- Format : Couleur (Eastmancolor) - 1,66:1 - Son mono - 35 mm
- Durée : 95 minutes (1h35)
- Genre : Western spaghetti
- Dates de sortie :
  - Italie : 26 juillet 1968
  - France : 17 avril 1970[1]

## Distribution
- Spiros Focás (sous le nom de « Clyde Garner ») (VF : Claude Giraud) : Ken Dakota
- George Eastman (VF : Serge Sauvion) : Gary Stevens
- Nicoletta Machiavelli (VF : Michèle Montel) : Peggy Savalas
- Ivy Holzer (VF : Joëlle Janin) : Mme Malone
- Robby Poitevin (sous le nom de « Robert Rice ») (VF : William Sabatier) : Le Duc
- Paolo Magalotti (VF : Jacques Balutin) : José
- Franco Fantasia (VF : Jacques Beauchey) : Le shérif
- Claudio Castellani (VF : Marcelle Lajeunesse) : Pat Dakota
- Giovanni Ivan Scratuglia : Armendáriz
- Horst Frank (VF : Jacques Thébault) : Chris Malone
- Franco Gulà (VF : Paul Villé) : Doc
- Remo De Angelis (VF : Jean-Pierre Duclos) : Bill Dakota
- Eugene Walter (VF : René Bériard) : Le juge